# Foster and Partners
A Foster and Partners é uma empresa de arquitetura reconhecida mundialmente e  sediada em Londres, ganhadora do duas vezes do Prémio Stirling. Foi criada pelo renomado arquiteto Sir Norman Foster na década de 1960 e desde então tem concretizado inúmeros projetos ousados em várias cidades do mundo, principalmente na Europa. É conhecida pelas gigantescas estruturas metálicas usadas na construções dos prédios.

## Projetos

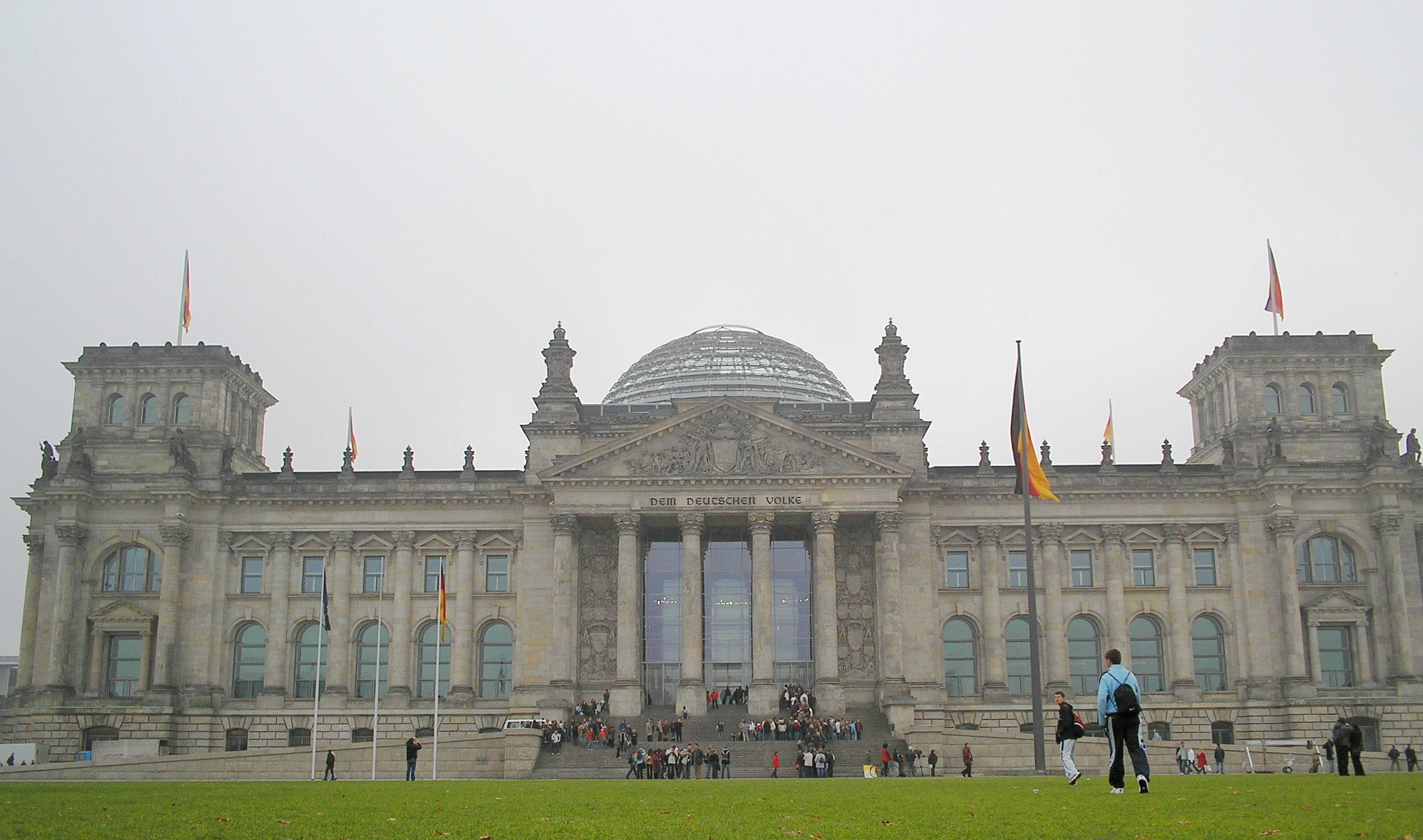
Palácio do Reichstag.

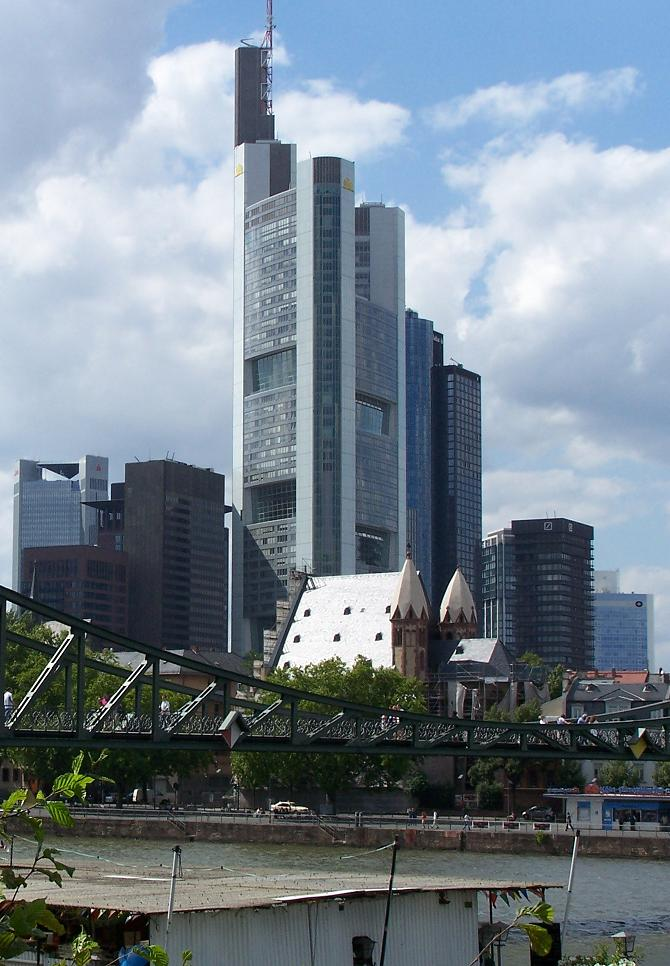
Commerzbank Tower.

### Pontes
- Viaduto de Millau (2004)
- Millennium Bridge (2000)

### Governos
- Palácio do Reichstag (1999)
- Prefeitura de Londres (2002)

### Culturais
- Pátio Central do Museu Britânico (2000)
- National Portrait Gallery (2004-2007)
- Khan Shatyr Entertainment Center (2006-2010)

### Ensino
- Escola de Direito de Cambridge (1995)
- Imperial College Business School, Imperial College London
- Escola de Negócios de Yale, Universidade de Yale (previsto para 2011)

### Esportes
- Estádio de Wembley (2007)
- Reforma do Camp Nou (conclusão prevista para 2010)
- Estádio Nacional de Lusail (2022)

### Transportes
- Terminal do Aeroporto de Londres Stansted (1991)
- Metro de Bilbao (1995)
- Aeroporto Internacional de Hong Kong (1998)
- Canary Wharf (Metropolitano de Londres) (1999)
- Aeroporto Internacional de Pequim (2008)
- Extensão do Aeroporto de Londres Heathrow (previsto para 2012)

### Empresas
- Torre HSBC (1986)
- Torre de Collserola (1992)
- Commerzbank Tower (1997)
- Torre Hearst (2003)
- 30 St Mary Axe (2004)
- Centro de Tecnologia McLaren (2004)
- Torre da Rússia (em construção)

### Outros
- Masdar, Abu Dhabi